# Diramerján Onnig
Diramerján Onnig (Palesztina 1935. – 2011. május 6.) a Magyar Televízió kétszeres nívódíjas, valamint életműdíjas operatőre.

## Élete
Diramerján Onnig Palesztinában született, majd családjával az iraki fővárosban, Bagdadban telepedett le. Később Berlinben tanult színházrendezői szakon, majd ösztöndíjjal Budapestre érkezett, ahol a Színház és Filmművészeti Főiskola operatőri szakán végzett Illés György osztályában.
A hatvanas évek elején a Magyar Televízióhoz került, és több ezer dokumentumfilm, riport és televíziós műsor alkotásában vett részt. Nyugdíjba vonulásáig itt dolgozott. A Magyar Televízió kétszeres nívó-, illetve életműdíjasa. A rendszerváltozás után alapítója volt az Országos Örmény Kisebbségi Önkormányzatnak.
Két fia született: Diramerján Viktor, a budapesti Diramerján Optika alapítója, valamint Diramerján Artin, aki előadóművészként, dalszövegíróként és televíziós újságíróként, az Urartu Örmény Színház igazgatójaként is ismert.